# سیارک ۸۱۵
سیارک ۸۱۵ (به انگلیسی: 815 Coppelia، نامگذاری:1916YU) هشتصد و پانزدهمین سیارک کشف شده‌است که در ۲ فوریه ۱۹۱۶ و در هایدلبرگ کشف شد.
قدر مطلق سیارک برابر ۱۰٫۷۰ است.